# Famille du Laurent de la Barre
Pour les articles homonymes, voir De La Barre.
La famille du Laurent de la Barre (olim Laurens) est une famille subsistante de la noblesse française originaire de Normandie, puis fixée en Bretagne, dont une branche fut anoblie par lettres patentes en 1654 et une autre branche demeurée non noble obtint un titre de comte du pape au XIXe siècle.
La branche anoblie en 1654 a été admise en 2004 à l'Association d'entraide de la noblesse française.
Cette famille donna des avocats au bailliage et présidents de l'élection de Mortain, des officiers des armées, des écrivains. Certains membres de cette famille périrent sous la Révolution française.

## Histoire
Cette famille a pour auteur Olivier Laurens, né en 1559 et décédé en 1630, allié à Marguerite Bellier dont il eut trois fils :
1. L'aîné : Barnabé Laurens, sieur de la Barre (terre sur la commune de Sourdeval) fut anobli par lettres patentes en 1654[2],[3],[4] et épousa en 1631 Marguerite Ruault. Ils eurent plusieurs enfants dont :
  - René du Laurens, sieur de Montbrun, allié en 1671 à Anne du Bois dont la descendance prit le nom du Laurent de Montbrun et fut maintenue noble en 1754[2].
  - André du Laurens, sieur de la Barre, marié en 1702 à Perrine Pihan dont la descendance prit le nom du Laurent de La Barre et fut maintenue noble le 8 janvier 1728[2] puis en 1772[2].
2. Robert du Laurens, épousa Anne de Saint-Manvieu, il est l'auteur de la branche du Laurens des Ponceaux, demeurée non noble.
3. Le cadet : Denis Laurens, allié à Marguerite Tencey de la Martinaye, est l'auteur d'une branche demeurée non noble, qui a donné : Charles du Laurent (1825-1890), qui aurait obtenu un titre pontifical de comte par bref du Pape en 1890 [2],[5],[6].

## Illustrations familiales

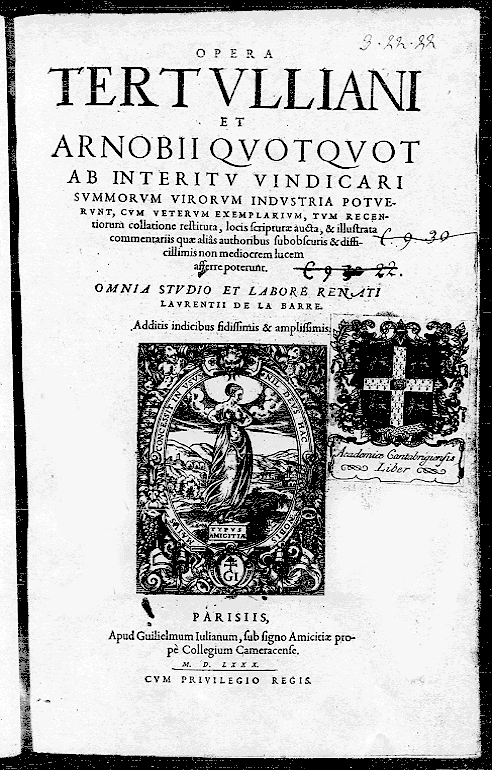
Œuvres de Tertullien traduites par Laurentti de la Barre 1580.

- René Laurens de la Barre (1536-1628), dit le Président La Barre, président de l'élection de Mortain. Auteur de plusieurs ouvrages sur les monnaies et un volume très complet sur les charges des élus et des contrôleurs, ainsi qu'une traduction publiée en 1580 de "L'Apologétique" de Tertullien[7].

- Olivier du Laurens sieur de la Barre, (1569-1630), avocat au bailliage de Mortain, député en 1583 à Rouen pour la Révision de la Contenance de Normandie.

- Barnabé Laurens (1590-1657), sieur de la Barre, anobli en septembre 1654 par lettres patentes. Président en l’élection de Mortain, fermier subrogé aux droits du fermier général de l'abbaye de Mortain[8].

- Jean-Baptiste du Laurent, écuyer, seigneur de la Barre, avocat au bailliage de Mortain[9].

- Antoine du Laurens de la Barre, (1681-1758), mousquetaire de la maison du roi.
- Pierre-Jean du Laurens de la Barre: Écuyer, lieutenant des vaisseaux du Roy, maire de Saint-Jean-du-Doigt (Finistère), chevalier de l'Ordre royal et militaire de Saint-Louis. Officier du Penthièvre, navire de la Compagnie des Indes(Compagnies des Indes, Armement des navires), il participe notamment à une expédition en Chine du 2 décembre 1767 au 28 mai 1769.

- Antoine-Jacques-François du Laurens de la Barre (1714-1789), sénéchal de Concarneau.

- Alexandre-Hyacinthe du Laurens de la Barre (1716-1798)[10], prêtre recteur de l'Université de Paris, docteur en théologie au Collège de Navarre, confesseur de la reine Marie Leszczynska. Arrêté en 1797 à Quimper pour être déporté, il mourut à Rochefort le 16 décembre 1798.

- Guénolé-Marie du Laurens de Montbrun[11], gouverneur de l'Île d'Ouessant de 1789 à 1792, émigré à l'Armée de Condé (1794), mort en Westphalie.

- Jean-Jacques du Laurens de la Barre, conseiller au Parlement de Bretagne, incarcéré à Quimper en 1794, mort en déportation à Cayenne.

- Florentin du Laurens de la Barre[12],[13], (1773-1795), incarcéré à Quimper et fusillé à Vannes.(Expédition de Quiberon)

- Jean Hervé Fidèle du Laurens de la Barre[12] (1776-1795), frère du précédent, également incarcéré à Quimper et fusillé à Vannes.(Expédition de Quiberon)

- Ernest du Laurens de la Barre, né à Quimperlé le 8 août 1819 et décédé au manoir de Coat ar Roc'h en Commana le 18 décembre 1881, conteur et écrivain breton, il a retranscrit en langue française de nombreux contes et légendes jusque-là transmis oralement en langue bretonne dans la région des Monts d'Arrée et du Haut Léon[14].
- René du Laurens de la Barre (1885-1915), médecin aide-major de 1re classe au 130e R.I, mort pour la France en Champagne, le 27 septembre 1915, décoré de la croix de guerre avec citation à l'ordre de l'Armée.
- Henri-Ernest du Laurens de la Barre (1888-1918), avocat, engagé volontaire, sous-lieutenant au 236e R.I, mort pour la France à Thiescourt, le 2 mai 1918, décoré de la croix de guerre à trois étoiles. Il était poète, après sa mort un livre fut édité : "À l'âge de la poudre, Poésies posthumes". René Bazin, de l'Académie Française le préfaçait "en souvenir d'un ami"[15]. "C'était des vers", écrit René Bazin, "composés à la hâte, dans les minutes que lui laissaient la vie harassante de l'Officier de tranchée..."

## Armes
- D'or au sautoir de sable
- Devise : Impavidum ferient ruinae, extrait d'un vers d'Horace (Quintus Horatius Flaccus) Livre III, Ode 3[16], (Odes à l'Empereur Auguste).

## Alliances
Bellier, Tencey, Ruault (1660), du Bois (1671), Laine (1733), Pihan (1702), de Kerscauff, Gancel, Dilhuit, Boyer, Réal (1733), de Kéricuff, Ply, Cleret de Langavant (1883), Brosse, de Boissieu de Luigné (1928), etc.

## Pour approfondir